# 2024年美國電信黑客入侵
2024年8月27日，《華盛頓郵報》報導指，美國的兩家主要互聯網服務供應商遭到來自中華人民共和國的黑客入侵。據稱，AT&T、威訊通訊、流明科技和T-Mobile均受到與中華人民共和國國家安全部相關的鹽颱風高級持續性威脅影響。鹽颱風除了影響美國至少9家電信公司，還波及數十個國家。
这次入侵使得入侵者得以访问用户通话和短信的元数据，包括日期和时间戳、源和目标地址以及超过一百万用户的电话号码。而且还访问了用于进行法院授权监听的监听系统。

## 影響

### 總統選舉
2024年10月，當勞·特朗普的競選團隊被告知，他與J·D·范斯使用的電話可能受到這次黑客攻擊影響，賀錦麗的2024總統競選團隊的工作人員同樣未能幸免。

### 應對措施
2024年10月，《華盛頓郵報》報導指，美國政府已成立多機構應對小組處理這次黑客攻擊。同年12月，美國政府對中國電信在美國的雲業務採取打擊行動，以回應這一事件。